# Weißlichtinterferometrie
Die Weißlichtinterferometrie (WLI) ist eine berührungslose optische Messmethode, welche die Interferenz breitbandigen Lichts (Weißlicht) ausnutzt und so 3D-Profilmessungen von Strukturen mit Abmessungen zwischen einigen Zentimetern und einigen Mikrometern erlaubt.

## Signalentstehung

Einhüllende (1), elektrische Feldstärke (2) und Intensität (3) einer Weißlichtinterferenz in Abhängigkeit vom Weglängenunterschied Δz.

Variiert man den Weglängenunterschied Δz zwischen den beiden Armen des Interferometers, so ergibt sich im Interferometerausgang ein Signal, wie es im Bild rechts als Kurve (3) dargestellt ist. Die Intensität des Signals nimmt deutlich ab, wenn der Betrag von Δz wesentlich größer als die Kohärenzlänge wird. Die genaue Form des Signals hängt von der mittleren Wellenlänge und dem Spektrum sowie der Kohärenzlänge der verwendeten Lichtquelle ab.

## Aufbau

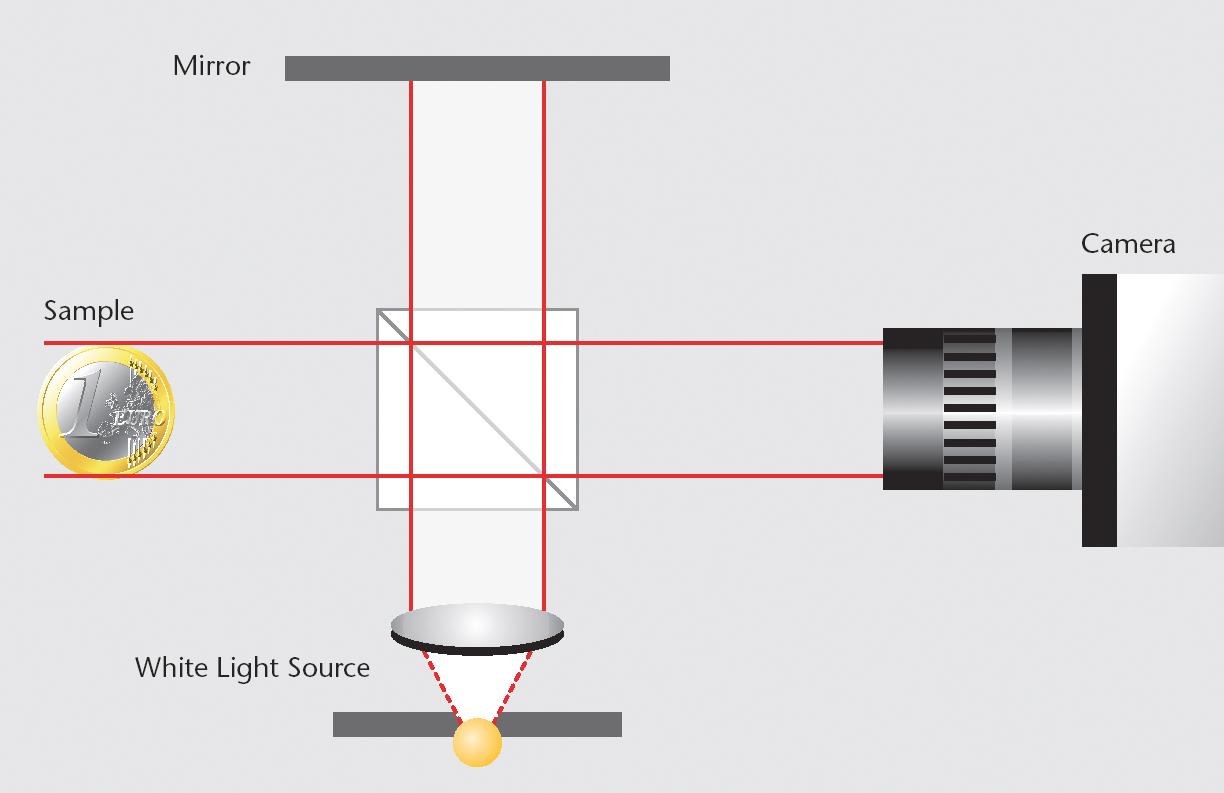
Schematischer Aufbau eines Weißlichtinferometers

Das Messobjekt wird in einem Arm des Weißlichtinterferometers platziert. Das Licht der Quelle wird von einer Kondensorlinse gesammelt, in den Strahlengang eingekoppelt und von einem Strahlteiler in Referenz- und Messstrahl aufgeteilt. Ein Strahl wird vom Referenzspiegel reflektiert, während der andere Strahl von der Oberfläche des Messobjektes reflektiert oder gestreut wird. Die zurückkehrenden Strahlen werden vom Strahlteiler zum CCD-Sensor weitergeleitet und bilden in Abhängigkeit von der Position des Messobjektes für jedes einzelne Pixel ein Interferenzsignal. Die Korrelogrammbreite entspricht, wie nachfolgend ausgeführt, der Kohärenzlänge des Lichts und hängt daher von der spektralen Breite der Lichtquelle ab.

## Funktionsweise

Optischer Aufbau eines Twyman-Green-Interferometers mit Kamerasensor

Eine raue Objektoberfläche hat ein Speckle-Muster zur Folge, das mit dem Licht von der Referenzebene in der Detektorebene interferiert. Jedes einzelne Speckle hat eine zufällige Phase. Die Phase bleibt innerhalb eines Speckles annähernd konstant. Daher erscheint auf dem Kamerapixel eine Interferenz, wenn sich die optischen Pfadlängen der beiden Arme um weniger als die halbe Kohärenzlänge der Lichtquelle unterscheiden. Jedes Pixel des Kamerasensors tastet ein typisches Weißlicht-Korrelogramm (Interferenzsignal) ab, wenn die Länge des Referenz- oder des Messarms mit einer Positioniereinheit verändert wird. Das Interferenzsignal eines Pixels weist eine maximale Modulation auf, wenn die optische Pfadlänge des Lichts, das auf dem Pixel auftrifft, für Referenz- und Messstrahl genau gleich ist. Daher entspricht der z-Wert des Punktes auf der Oberfläche, der auf dieses Pixel abgebildet wird, dem z-Wert der Positioniereinheit, wenn die Modulation des Korrelogramms maximal ist. Man kann eine Matrix mit den Höhenwerten der Objektoberfläche ableiten, indem für jedes einzelne Kamerapixel die z-Werte der Positioniereinheit bestimmt werden, bei denen die Modulation maximal ist. Die Höhenunsicherheit hängt hauptsächlich von der Rauheit der gemessenen Oberfläche ab. Bei glatten Oberflächen wird die Messgenauigkeit durch die Genauigkeit der Positioniereinheit begrenzt. Die lateralen Positionen der Höhenwerte hängen von dem entsprechenden Objektpunkt ab, der auf die Matrix der Kamerapixel abgebildet wird. Die x-Koordinaten beschreiben zusammen mit den entsprechenden y-Koordinaten die geometrische Form des gemessenen Objektes.

## Einsatzbereiche
Die Tatsache, dass nur bei abgeglichenem Objekt- und Referenzarm Interferenzen auftreten, kann ausgenutzt werden, um mit entsprechenden Geräten Distanzen zu messen (Weißlichtinterferometer). Als Beispiele sind hier das topographische Kohärenzradar und die volumetrische Optische Kohärenztomografie zu nennen.
Durch Dispersion wird die Synchronität der einzelnen Wellenlängen bzw. Frequenzanteile verzerrt oder gestört – die optische Weglänge ist frequenzabhängig. Da das Weißlichtinterferometer empfindlich darauf reagiert, lässt sich die WLI auch zur Dispersionsmessung einsetzen.
Da das Spektrum über die Fourier-Reihe mit seiner Autokorrelation verknüpft ist, kann man mit einem Interferogramm, welches über die gesamte Kohärenzlänge aufgenommen wird, auch spektroskopische Messungen durchführen. Ein über die Weißlichtinterferometrie hinausgehendes Verfahren ist die nichtlineare Autokorrelation, bei der Signalverläufe optischer Impulse gemessen werden.

### Weißlichtinterferometer in Mikroskopen

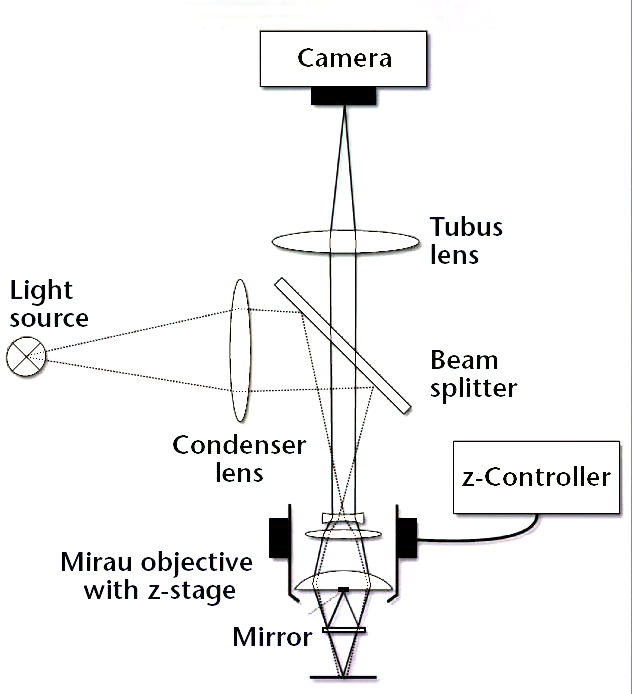
Schematischer Aufbau eines Interferenzmikroskops mit Mirau-Objektiv

Um mikroskopische Strukturen sichtbar zu machen, muss das Interferometer mit dem optischen Aufbau eines Mikroskops kombiniert werden. Der Aufbau ähnelt einem optischen Standardmikroskop. Die einzigen Unterschiede sind eine interferometrische Objektivlinse und eine genaue Positioniereinheit (ein piezo-elektrischer Stellantrieb), um das Interferenzobjektiv senkrecht zu verfahren. Wenn das Mikroskopobjektiv das Messobjekt auf unendlich abbildet, hängt die optische Vergrößerung des Bildes auf dem CCD-Chip nicht vom Abstand zwischen Tubuslinse und Objektivlinse ab. Das Interferenzobjektiv ist der wichtigste Teil eines Interferometermikroskops. Es gibt verschiedene Typen von Objektiven. Bei einem Mirau-Objektiv wird der Referenzstrahl durch einen Strahlteiler wieder in Richtung der Objektiv-Frontlinse zurück reflektiert. Auf der Objektiv-Frontlinse befindet sich ein winziger Spiegel von derselben Größe wie die beleuchtete Oberfläche auf dem Messobjekt. Bei großen Vergrößerungen ist der Spiegel daher so klein, dass seine Abschattung vernachlässigt werden kann. Durch Bewegen des Interferenzobjektivs wird die Länge des Messarms verändert. Das Interferenzsignal eines Pixels weist eine maximale Modulation auf, wenn die optische Pfadlänge des Lichts, das auf dem Pixel auftrifft, für Referenz- und Messstrahl genau gleich ist. Daher entspricht der z-Wert des Punktes auf der Oberfläche, der auf dieses Pixel abgebildet wird, dem z-Wert der Positioniereinheit, wenn die Modulation des Korrelogramms maximal ist.

## Zusammenhang zwischen spektraler Breite und Kohärenzlänge
Wie oben beschrieben, definiert der z-Wert der Positioniereinheit, bei der die Modulation des Interferenzsignals für ein bestimmtes Pixel maximal ist, den Höhenwert für dieses Pixel. Daher haben Qualität und Form des Korrelogramms einen großen Einfluss auf die Auflösung und Genauigkeit des Systems. Die wichtigsten Parameter der Lichtquelle sind ihre Wellenlänge und ihre Kohärenzlänge. Die Kohärenzlänge definiert die Korrelogrammbreite. Die Kohärenzlänge wiederum bezieht sich auf die spektrale Breite der Lichtquelle. Deshalb hängt die Korrelogrammbreite von der spektralen Breite der Lichtquelle ab. Im Bild ist die spektrale Dichtefunktion für ein Gaußsches Spektrum dargestellt, das zum Beispiel eine gute Näherung für eine LED darstellt. Es ist zu erkennen, dass die entsprechende Intensitätsmodulation nur in der Umgebung um die Position z0 von Bedeutung ist, wo Referenz- und Messstrahl dieselbe Länge haben und sich kohärent überlagern. Der z-Bereich der Positioniereinheit, in dem die Hüllkurve der Intensitätsmodulation mehr als 1/e des Maximalwertes beträgt, bestimmt die Korrelogrammbreite. Die Korrelogrammbreite entspricht der Kohärenzlänge, da die Differenz der optischen Pfadlänge die doppelte Längendifferenz zwischen Referenz- und Messarm des Interferometers beträgt. Das Verhältnis zwischen Korrelogrammbreite, Kohärenzlänge und spektraler Breite ist im Folgenden für das Beispiel eines gaußschen Spektrums berechnet.

## Kohärenzlänge und spektrale Breite eines gaußschen Spektrums
Die normalisierte spektrale Dichtefunktion wird mit Gleichung 1:
| {\displaystyle S(\nu )={\frac {1}{{\sqrt {\pi }}\Delta \nu }}\exp \left[-\left({\frac {\left(\nu -\nu _{0}\right)}{\Delta \nu }}\right)^{2}\right]} |  | (1) |
| {\displaystyle S(\nu )={\frac {1}{{\sqrt {\pi }}\Delta \nu }}\exp \left[-\left({\frac {\left(\nu -\nu _{0}\right)}{\Delta \nu }}\right)^{2}\right]} |  | (1) |
definiert, wobei {\displaystyle 2\Delta \nu } die effektive 1/e-Bandbreite und {\displaystyle \nu _{0}} die mittlere Frequenz ist. Gemäß dem allgemeinen Wiener-Khintchine-Theorem ist die Auto-Korrelationsfunktion des Lichtfeldes durch die Fourier-Transformation der spektralen Dichte gegeben, siehe Gleichung 2:
| {\displaystyle k(\tau )=\int \limits _{-\infty }^{\infty }S(\nu )\,\exp \left(-\mathrm {i} 2\pi \nu \tau \right)\,\mathrm {d} \nu =\exp \left(-\pi ^{2}\tau ^{2}\Delta \nu ^{2}\right)\exp \left(-\mathrm {i} 2\pi \nu _{0}\tau \right)}, |  | (2) |
| {\displaystyle k(\tau )=\int \limits _{-\infty }^{\infty }S(\nu )\,\exp \left(-\mathrm {i} 2\pi \nu \tau \right)\,\mathrm {d} \nu =\exp \left(-\pi ^{2}\tau ^{2}\Delta \nu ^{2}\right)\exp \left(-\mathrm {i} 2\pi \nu _{0}\tau \right)}, |  | (2) |
die durch Interferenz der Lichtfelder von Referenz- und Messstrahl gemessen wird. Zieht man in Betracht, dass die Intensitäten in beiden Interferometerarmen gleich sind, ergibt sich für die Intensität, die auf dem Bildschirm beobachtet werden kann, der in Gleichung 3:
| {\displaystyle I(z)=I_{0}\cdot \Re \{1+k(\tau )\}=I_{0}\left[1+\exp \left(-\pi ^{2}\tau ^{2}\Delta \nu ^{2}\right)\cos(2\pi \nu _{0}\tau )\right]}, |  | (3) |
| {\displaystyle I(z)=I_{0}\cdot \Re \{1+k(\tau )\}=I_{0}\left[1+\exp \left(-\pi ^{2}\tau ^{2}\Delta \nu ^{2}\right)\cos(2\pi \nu _{0}\tau )\right]}, |  | (3) |
angegebene Zusammenhang.
Hier ist {\displaystyle I_{0}=I_{\text{obj}}+I_{\text{ref}}} mit {\displaystyle I_{\text{obj}}} und {\displaystyle I_{\text{ref}}} als jeweilige Intensitäten am Objektsensor bzw. am Referenzarm. Die mittlere Frequenz {\displaystyle \nu _{0}=c/\lambda _{0}} kann anhand der zentralen Wellenlänge und die effektive Bandbreite anhand der Kohärenzlänge {\displaystyle l_{\mathrm {c} }=c/(\pi \Delta \nu )} formuliert werden. Aus den Gleichungen 2 und 3 folgt für die Intensität am Bildschirm der in Gleichung 4:
| {\displaystyle I(z)=I_{0}\left(1+\exp \left[-4\left({\frac {\left(z-z_{0}\right)}{l_{\mathrm {c} }}}\right)^{2}\right]\cos \left(4\pi {\frac {z-z_{0}}{\lambda _{0}}}-\varphi _{0}\right)\right)}, |  | (4) |
| {\displaystyle I(z)=I_{0}\left(1+\exp \left[-4\left({\frac {\left(z-z_{0}\right)}{l_{\mathrm {c} }}}\right)^{2}\right]\cos \left(4\pi {\frac {z-z_{0}}{\lambda _{0}}}-\varphi _{0}\right)\right)}, |  | (4) |

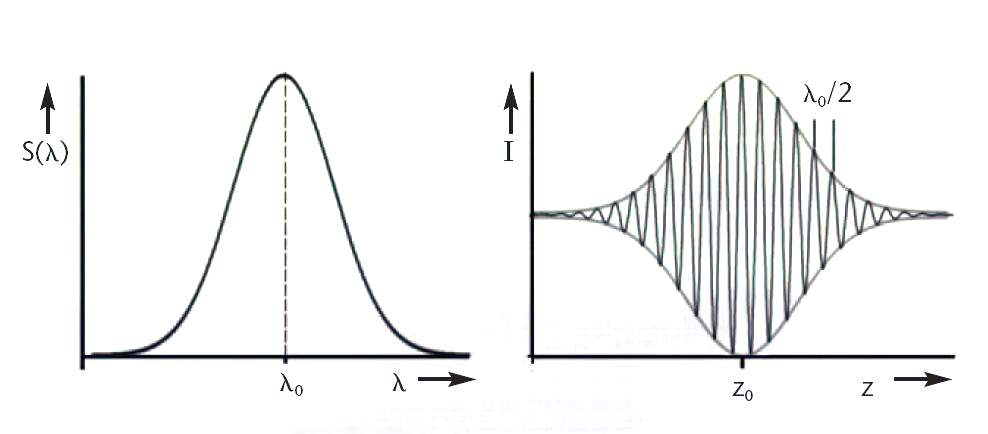
Spektrale Dichtefunktion der Lichtquelle und Lichtintensität als Funktion der Objektspiegelposition

dargestellte Zusammenhang. Dabei muss berücksichtigt werden, dass {\displaystyle \tau =2\cdot (z-z_{0})/c}, wobei {\displaystyle c} die Lichtgeschwindigkeit ist. Folglich beschreibt Gleichung 4 das Korrelogramm, wie es im Bild dargestellt ist. Man kann erkennen, dass die Intensitätsverteilung durch eine Gaußsche Hüllkurve und eine periodische Modulation mit der Periode {\displaystyle \lambda _{0}/2} gebildet wird. Für jedes Pixel wird das Korrelogramm mit einer bestimmten Schrittweite der z-Verschiebung abgetastet. Zusätzlich führen Phasenverschiebungen auf der reflektierenden Oberfläche des Messobjektes, Ungenauigkeiten der Positioniereinheit, Verteilungsdifferenzen zwischen den Armen eines realen Interferometers, Reflexionen von anderen Oberflächen als der Objektoberfläche und Rauschen im Kamerasensor zu einem deformierten Korrelogramm. Daher kann sich ein reales Korrelogramm von dem Ergebnis aus Gleichung 4 unterscheiden, aber das Ergebnis verdeutlicht die starke Abhängigkeit des Korrelogramms von den beiden Parametern Wellenlänge und Kohärenzlänge der Lichtquelle.

## Die Berechnung des Hüllkurvenmaximums
Die Hüllkurve wird durch den exponentiellen Term in Gleichung 4 beschrieben, siehe Gleichung 5:
| {\displaystyle E(z)=\exp \left[-4\left({\frac {\left(z-z_{0}\right)}{l_{\mathrm {c} }}}\right)^{2}\right]} |  | (5) |
| {\displaystyle E(z)=\exp \left[-4\left({\frac {\left(z-z_{0}\right)}{l_{\mathrm {c} }}}\right)^{2}\right]} |  | (5) |
Die Software errechnet die Hüllkurve aus den Korrelogrammdaten. Das Prinzip der Hüllkurvenberechnung besteht darin, den Cosinus-Term aus Gleichung 4 zu entfernen. Mithilfe einer Hilbert-Transformation wird der Cosinus-Term in einen Sinus-Term umgewandelt. Die Hüllkurve erhält man durch Summieren der Potenzen der cosinus- und sinusmodulierten Korrelogramme, siehe Gleichung 6:
| {\displaystyle E(z)={\sqrt {\left(\exp \left[-4\left({\frac {\left(z-z_{0}\right)}{l_{\mathrm {c} }}}\right)^{2}\right]\cos \left(4\pi {\frac {z-z_{0}}{\lambda _{0}}}\right)\right)^{2}+\left(\exp \left[-4\left({\frac {\left(z-z_{0}\right)}{l_{\mathrm {c} }}}\right)^{2}\right]\sin \left(4\pi {\frac {z-z_{0}}{\lambda _{0}}}\right)\right)^{2}}}} |  | (6) |
| {\displaystyle E(z)={\sqrt {\left(\exp \left[-4\left({\frac {\left(z-z_{0}\right)}{l_{\mathrm {c} }}}\right)^{2}\right]\cos \left(4\pi {\frac {z-z_{0}}{\lambda _{0}}}\right)\right)^{2}+\left(\exp \left[-4\left({\frac {\left(z-z_{0}\right)}{l_{\mathrm {c} }}}\right)^{2}\right]\sin \left(4\pi {\frac {z-z_{0}}{\lambda _{0}}}\right)\right)^{2}}}} |  | (6) |
Für die Berechnung des Hüllkurvenmaximums werden zwei geringfügig unterschiedliche Algorithmen verwendet. Der erste Algorithmus wertet die Hüllkurve des Korrelogramms aus. Der z-Wert leitet sich vom Maximum der Hüllkurve ab. Der zweite Algorithmus wertet zusätzlich die Phase aus. Mithilfe von Automatisierungsschnittstellen (z. B. Makros) kann jeder der beiden Algorithmen verwendet werden. Die Unsicherheit der Berechnung des Hüllkurvenmaximums hängt ab von: der Kohärenzlänge, der Abtastschrittweite des Korrelogramms, Abweichungen von den z-Werten gegenüber vorgegebenen Werten (z. B. aufgrund von Schwingungen), dem Kontrast und der Rauheit der Oberfläche. Die besten Ergebnisse werden mit einer kurzen Kohärenzlänge, einer kleinen Abtastschrittweite, guter Schwingungsisolation, hohem Kontrast und einer glatten Oberfläche erzielt.